# Schweiz ved sommer-OL 2020
Schweiz deltog under Sommer-OL 2020 i Tokyo som blev afviklet i perioden 23. juli til 8. august 2021.

## Medaljer
| 2020 Tokyo | Guld | Sølv | Bronze | Total |
| Schweiz    | 3    | 4    | 6      | 13    |

### Medaljevinderne
| Schweiz under sommer-OL 2020 i Tokyo | Schweiz under sommer-OL 2020 i Tokyo | Schweiz under sommer-OL 2020 i Tokyo | Schweiz under sommer-OL 2020 i Tokyo | Schweiz under sommer-OL 2020 i Tokyo |
| Medalje                              | Navn                                 | Sport                                | Event                                | Dato                                 |
| ------------------------------------ | ------------------------------------ | ------------------------------------ | ------------------------------------ | ------------------------------------ |
| Guld                                 | Jolanda Neff                         | Cykling                              | Women's cross-country                | 27. juli                             |
| Guld                                 | Nina Christen                        | Skydning                             | 50 meter riffel, helmatch            | 31. juli                             |
| Guld                                 | Belinda Bencic                       | Tennis                               | damesingle                           | 31. juli                             |
| Sølv                                 | Mathias Flückiger                    | Cykling                              | Men's cross-country                  | 26. juli                             |
| Sølv                                 | Sina Frei                            | Cykling                              | Women's cross-country                | 27. juli                             |
| Sølv                                 | Marlen Reusser                       | Cykling                              | Women's road time trial              | 28. juli                             |
| Sølv                                 | Belinda Bencic Viktorija Golubic     | Tennis                               | Women's doubles                      | 1. august                            |
| Bronze                               | Nina Christen                        | Skydning                             | Women's 10 metre air rifle           | 24. juli                             |
| Bronze                               | Linda Indergand                      | Cykling                              | Women's cross-country                | 27. juli                             |
| Bronze                               | Jérémy Desplanches                   | Svømning                             | Men's 200 metre individual medley    | 30. juli                             |
| Bronze                               | Noè Ponti                            | Svømning                             | Men's 100 metre butterfly            | 31. juli                             |
| Bronze                               | Nikita Ducarroz                      | Cykling                              | Women's BMX freestyle                | 1. august                            |
| Bronze                               | Joana Heidrich Anouk Vergé-Dépré     | Volleyball                           | Women's beach                        | 6. august                            |